# Antonio Zanussi
Antonio Luigi Zanussi (Brugnera, 7 maggio 1890 – Pordenone, 21 novembre 1946) è stato un imprenditore italiano fondatore della Zanussi.

## Biografia
Nacque il 7 maggio 1890 a Brugnera, all'epoca in provincia di Udine, da Achille, fabbro ferraio e oste e da Teresa Isola, un'artigiana di Francenigo, di cui era il primo di nove figli. Lo chiamarono Antonio e Luigi. All'età di dodici anni rimase orfano della madre e nel 1906, al seguito del padre che si era risposato ed ebbe altri quattro figli, si trasferì a Pordenone dove trovò impiego come operaio presso una ditta artigiana che fabbricava e riparava stufe e cucine a legna.
Nel 1916, Zanussi lasciò il proprio lavoro e decise di mettersi in proprio fondando, su un terreno in via Garibaldi, angolo via De Paoli, a Pordenone, un laboratorio artigianale di 30 m² per la fabbricazione e riparazione di cucine, cui diede il nome di Officina Fumisteria Antonio Zanussi, che inizialmente impiegava solo 3 persone. In quello stesso anno aveva sposato Emilia Michelotto, di quattro anni più giovane, da cui ebbe i figli Guido (1917-1999) e Lino (1920-1968), e di cui rimarrà vedovo nel 1926.
L'impresa di Zanussi crebbe rapidamente, e negli anni successivi alla Grande Guerra contava 19 operai e un'impiegata, con un'officina ampliata a 120 m² e ciò fu reso possibile grazie al successo della nuova cucina a legna con piastra in ghisa modello AZP, destinata anche all'esportazione. A partire dal 1933, le cucine economiche costruite dalla sua ditta furono commercializzate con il marchio Rex, nome scelto dallo stesso Zanussi in omaggio al transatlantico italiano comandato da Francesco Tarabotto, che in quell'anno conquistò il nastro azzurro per aver fatto una lunga traversata da Genova a New York. Rex divenne il marchio con cui l'azienda friulana divenne nota sia in Italia che all'estero e che gli permise di riscuotere importanti successi commerciali. 
Risposatosi nel 1932 con Irma Cinat, da cui nacque il figlio Antonino (1934-2004), Zanussi morì improvvisamente a causa di un infarto il 21 novembre 1946 all'età di 56 anni. La guida della sua azienda, che seppe realizzare partendo dal nulla e priva di capitali, fu assunta dai figli maggiori Guido e Lino, che da tempo vi lavoravano come operai e con i quali nel secondo dopoguerra diverrà una delle maggiori aziende europee produttrici di elettrodomestici, nonché il primo gruppo del settore in Italia.